# حزب أستراليا الليبرالي (شعبة أستراليا الغربية)
حزب أستراليا الليبرالي (بالإنجليزية: Liberal Party of Australia)‏ هو حزب سياسي أسترالي، أسس في 1945.

## أعضاء بارزون
- كود سباركل
- تحديث القائمة

- راي أوكونور
- جون داي (سياسي)
- ألبرت جاكوب
- اندريا ميتشيل
- ماكس إيفانز
- مارك لويس
- Jan Norberger
- ناثان مورتون
- Cyril Rushton
- جيرالد وايلد